# Gezo

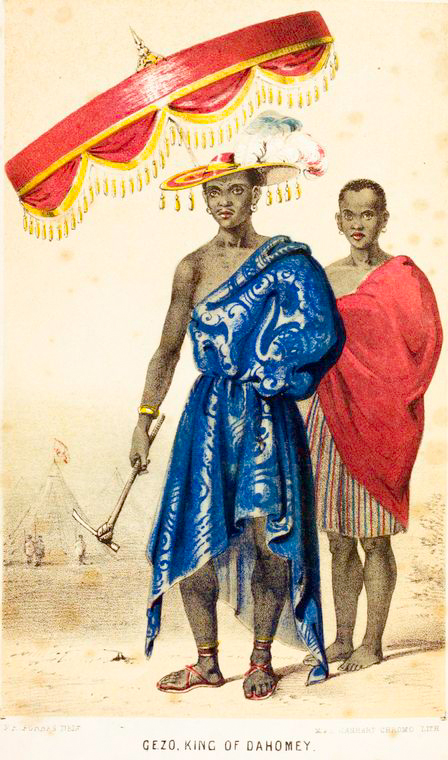
König Gezo (links) im Jahr 1851, Zeichnung von Frederick E. Forbes

Gezo (* vor 1797; † 1858) war ein König von Dahomey (heute Benin) und regierte von 1818 bis 1858. Vor seiner Herrschaft als König hieß er Prinz Madagungung. Er ist Sohn des 1797 gestorbenen Königs Agonglo und Nachfolger seines Bruders Adandozan (Regentschaft 1797–1818), der bei einem Putsch gestürzt wurde. Nachdem Dahomey sich im 18. Jahrhundert zwar enorm hatte ausbreiten können, aber letztlich durch eine militärische Niederlage zu einem Tributärstaat des Königreichs Oyo geworden war, konnte Dahomey während seiner Herrschaft im Jahr 1827 seine Unabhängigkeit zurückerlangen.

## Leben
Prinz Madagungung wurde vermutlich im letzten Jahrzehnt des 18. Jahrhunderts geboren, möglicherweise kurz vor dem Tod seines Vaters Agonglo. Seine Mutter war Na Agontimé. Etwa 1814 wurde sein Sohn Glele geboren. 1818 stürzte er seinen Bruder und vorigen König Adandozan, der als brutaler, kompromissloser und anmaßender König galt und zudem für seinen Alkoholismus berüchtigt war. Dieser Putsch wurde auch durch den portugiesischen Sklavenhändler Francisco Félix de Sousa zumindest zeitweise finanziell unterstützt, da Adandozan kein verlässlicher Handelspartner war. Zuletzt stand aber auch die Bevölkerung hinter dem Umsturz.
Die Ausgangslage seiner Herrschaft im Jahre 1818 war einerseits die Unabhängigkeit von Oyo wiederzuerlangen und andererseits die geschwächte Wirtschaft wieder zu beleben, die während der Herrschaft seines Vorgängers niedergegangen war. Zur Erlangung der Unabhängigkeit reformierte er die Armee, insbesondere die Ausbildung und Aufstellung der Frauenarmee („Amazonen“).
1827 konnte die Armee von Dahomey in einer Schlacht bei Paolignan, in der Nähe von Canna, die Unabhängigkeit von Oyo erlangen, die seit einem aufgezwungenen Vertrag 1748 bestand. Gezo ließ in Canna einen Palast bauen, in dem jeden Juni die Befreiung gefeiert wurde. Dahomey erlangte unter Gezo einige weitere militärische Erfolge, darunter etwa 1839 im Norden den Sieg über die Mahee. Im Westen erlangten sie einen Sieg gegen das Aschantireich. Als Zeichen des Sieges ließ er den Palast von Kumasi errichten. Nach Süden konnte Dahomey während seiner Herrschaft Macht über die Ewe, die Aworis und die Egbado erlangen.

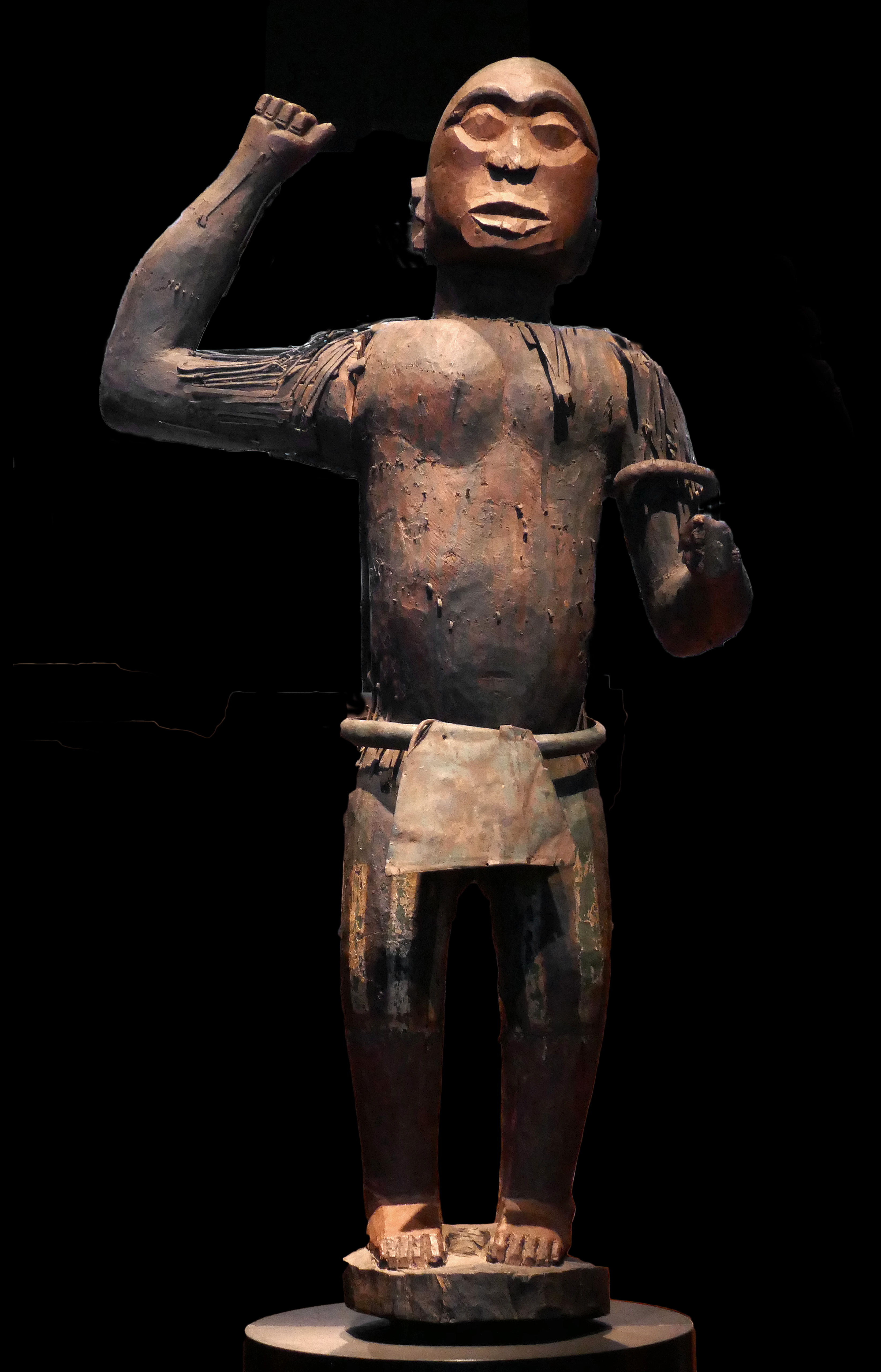
Statue von König Gezo (etwa 1850–1900) aus den Königspalästen von Abomey

Wirtschaftlich verhalf Gezo seinem Land zu einem Aufschwung, nachdem der Sklavenexport unter seinem Vorgänger stark zurückgegangen war. Dies lag nicht an dem Wunsch Adandozans, die Sklaverei zu verringern, sondern an seinem mangelnden Geschick beim Umgang mit europäischen Sklavenhändlern. Eine weitere Ursache dürfte das Verbot des transatlantischen Sklavenhandels gebildet haben, das Großbritannien 1815 in der Schlussakte des Wiener Kongresses verankert hatte und das es nun versuchte, gegen noch zaudernde Staaten durchzusetzen. Zu den wenigen großen Ländern, die sich noch bis Mitte des 19. Jahrhunderts dem Verbot des Sklavenhandels widersetzten, gehörten Frankreich, Spanien, Portugal und Brasilien; letzteres ächtete 1853 den Handel, schaffte die Sklaverei selbst aber erst 1888 ab - als letztes Land der westlichen Hemisphäre (womit es bis dahin dem Sklavenschmuggel weiterhin Vorschub geleistet hatte). 
Gezo erweiterte die zuvor maßgeblich auf Sklavenhandel ausgerichtete Wirtschaft Dahomeys um den Export von Waren, wodurch die Perspektive einer langsamen Abschaffung der Sklaverei geöffnet wurde. Allerdings war die Abschaffung der Sklaverei kein Ziel von Gezo, was sich auch aus dem bekanntesten Zitat von ihm ableiten lässt: „Der Sklavenhandel ist das herrschende Prinzip meines Volkes. Er ist die Quelle des Ruhmes und des Reichtums... Mütter singen ihre Kinder in den Schlaf mit Liedern über Triumph über den Feind durch seine Reduzierung zum Sklaven.“
Dem sofortigen Verbot der Sklaverei stand er allerdings kritisch gegenüber, er sah dadurch die Wirtschaft seines Landes und seine Herrschaft in Gefahr. Für den Warenexport förderte er insbesondere den Anbau von Baumwolle und Palmöl, als auch Handwerke wie die Weberei und den Bergbau. Dadurch konnte auch eine kriegerische Expansionspolitik minimiert werden, die für den Sklavenhandel so essentiell ist. Die Perspektive auf neue Exportwaren war nicht nur aus humanen Überlegungen wichtig, sondern auch aufgrund des zunehmenden Einfluss der britischen Forderungen nach der Abschaffung der Sklaverei. Historisch ist jedoch ebenso belegt, dass die Briten, nach Abschaffung der Sklaverei 1807, wiederholt vergeblich versuchten, König Gezo zu einer Abkehr vom Sklavenhandel zu bewegen, z. B. 1845, 1849 und 1850. Dabei wurden die Briten auch Zeuge von Menschenopfern zur Belustigung des Königs und seiner portugiesischen Sklavenhändler. Bei einem erneuten Versuch einer britischen Expedition 1863 antwortete der König einem britischen Offizier sinngemäß, dass kein Geld der Welt ihn vom Sklavenhandel abhalten werde. Wenn er seine Gefangenen nicht verkaufen könne, werde er sie einfach töten. Das werde den Briten auch nicht gefallen. Dies drückt sich auch in seiner Allianz mit König Kosoko von Lagos aus. Während Gezo Abeokuta, ein wichtiges Zentrum europäischer Missionare im März 1851 angriff, wurde von Kosoko gleichzeitig ein weiterer europäischer Kolonialstützpunkt angegriffen, Badagry. Neben diesen Maßnahmen versuchte Gezo auch, von Europäern Entschädigungszahlungen für eine geplante Abschaffung der Sklaverei zu erhalten, was jedoch nicht gelang.
Gezo überarbeitete auch das Rechtssystem von Dahomey, er schaffte die Todesstrafe für Erwachsene ab und beendete die Opferung von Sklaven, ebenso verbesserte er die Lebensbedingungen der Sklaven. Dennoch war König Gezo einer der größten und grausamsten Sklavenhändler an der Westküste Afrikas. Man schätzt seine Einnahmen aus dem Verkauf von Sklaven z. B. im Jahr 1849 auf 300.000 Dollar. Damit konnte der König unter anderem eine Amazonenarmee finanzieren, um benachbarte Stämme und Völker zu überfallen, um diese ihrerseits zu versklaven und zu verkaufen. Der bereits oben genannte Portugiese de Souza war sein Hauptmittelsmann im Sklavenhandel. Als de Souza 1849 starb, ließ der König zu Beginn der Trauerfeierlichkeiten einen Jungen und ein Mädchen enthaupten, sowie drei Männer lebendig begraben.
Gezo starb 1858, sein Nachfolger wurde sein Sohn Glele.